# František Čech (Komponist)
František Čech (* 24. November 1907 in Kardašova Řečice; † 30. Januar 1975 ebenda) war ein tschechischer Komponist und Dirigent.
Čech leitete in den 1930er Jahren das Tanzorchester DO-RE-MI-FA, mit dem er u. a. in Sezimovo Ústí auftrat und für das er mehr als 100 Stücke komponierte, darunter Lísteček z památníku. Erfolgreich war seine Operette Sezimovo Ústí nach einem Libretto von Marie Kafuňková, die in Prag, Wien und Berlin aufgeführt wurde. Nach dem Zweiten Weltkrieg wirkte er als Kapellmeister beim Vesnické divadlo (Dorf-Theater) und als Klavierlehrer.

## Quelle
- Offizielle Seite der Stadt Kardašova Řečice - František Čech

| Personendaten    | Personendaten                        |
| ---------------- | ------------------------------------ |
| NAME             | Čech, František                      |
| KURZBESCHREIBUNG | tschechischer Komponist und Dirigent |
| GEBURTSDATUM     | 24. November 1907                    |
| GEBURTSORT       | Kardašova Řečice                     |
| STERBEDATUM      | 30. Januar 1975                      |
| STERBEORT        | Kardašova Řečice                     |